# 그레그 니코테로
그레그 니코테로(Greg Nicotero, 본명: 그레고리 니코테로, 본명 영어: Gregory Nicotero, 1963년 3월 15일 ~ )는 미국의 특수분장효과 제작자, 텔레비전 방송 프로듀서, 감독이다. 특수효과분장 부문의 첫 주요 업무는 조지 A. 로메로의 영화 시체들의 날(1985)이다.

## 참여 작품
- 원스 어폰 어 타임... 인 할리우드
- 수어사이드 스쿼드 (영화)
- 헤이트풀8
- 피어 더 워킹 데드
- 론 서바이버
- 그린 인페르노
- 오즈 그레이트 앤드 파워풀
- 철권을 가진 사나이
- 세븐 싸이코패스
- 티모시 그린의 이상한 삶
- 더 그레이
- 브레이킹 배드
- 워터 포 엘리펀트 (영화)
- 아이 엠 넘버 포 (영화)
- 황당한 외계인: 폴
- 더 워드
- 피라냐 (2010년 영화)
- 워킹 데드 (드라마)
- 퍼시픽 (TV 미니시리즈)
- 프레데터스
- 엣지 오브 다크니스 (2010년 영화)
- 일라이 (2010년 영화)
- 미러 (영화)
- 피어 잇셀프 (드라마)
- 미스트 (영화)
- 다이어리 오브 데드
- 언더독 (2007년 영화)
- 트랜스포머 (영화)
- 그라인드하우스 (영화)
- 디스터비아
- 스파이더맨 3
- 리핑: 10개의 재앙
- 호스텔 2
- 데쓰 프루프
- 더 리턴
- 텍사스 전기톱 연쇄살인사건: 0
- 007 카지노 로얄 (2006년 영화)
- 포세이돈 (2006년 영화)
- 힐즈 아이즈
- 나니아 연대기: 사자, 마녀, 그리고 옷장
- 호스텔 (영화)
- 세레니티 (2005년 영화)
- 아일랜드 (2005년 영화)
- 랜드 오브 데드
- 샤크보이와 라바걸의 모험 3-D
- 아미티빌 호러 (2005년 영화)
- 씬 시티 (영화)
- 커스드
- 마스터즈 오브 호러
- 엑소시스트 5 - 오리지널 프리퀄
- 레모니 스니켓의 위험한 대결
- 레이 (영화)
- 진저 스냅 2
- 킬 빌 2부
- 킬 빌 1부
- 원스 어폰 어 타임 인 멕시코
- 아이덴티티 (영화)
- 텍사스 전기톱 연쇄살인사건
- 스파이 키드 3D: 게임 오버
- 헐크 (영화)
- 캐빈 피버 (영화)
- 부바 호-텝
- 머더 바이 넘버
- 뒤로 가는 연인들
- 오스틴 파워: 골드멤버
- 마이너리티 리포트 (영화)
- 타임 머신 (2002년 영화)
- 에볼루션 (영화)
- 바닐라 스카이
- 13 고스트 (2001년 영화)
- 화성의 유령들
- 멀홀랜드 드라이브
- 애니멀 (2001년 영화)
- 스파이 키드
- 언브레이커블 (영화)
- 더 셀
- 리틀 니키
- 헌티드 힐 (1999년 영화)
- 더 헌팅 (1999년 영화)
- 그린 마일 (영화)
- 패컬티
- 베리 배드 씽
- 슬레이어 (1998년 영화)
- 스크림 2
- 위시마스타 (영화)
- 부기 나이트
- 스폰 (영화)
- 솔드 아웃 (영화)
- 스크림 (1996년 영화)
- 황혼에서 새벽까지
- 이레이저 (영화)
- 매드니스 (1994년 영화)
- 브룩클린의 뱀파이어
- 나이트메어 7: 뉴 나이트 메어
- 펄프 픽션
- 펌프킨헤드 2
- 라스트 프라이데이
- 이블 데드 3 - 암흑의 군단
- 공포의 계단
- 늑대와 춤을
- 미저리 (영화)
- 공포의 3일밤
- 텍사스 전기톱 학살 3
- 할로윈 5
- 딥 식스 (1989년 영화)
- 공포의 살인원숭이
- 환타즘 2
- 이블 데드 2
- 프레데터 (영화)
- 크립쇼 2
- 매트 헌터
- 시체들의 날

### 배우
- 워킹 데드 (드라마)
- 더 그레이
- 피라냐 (2010년 영화)
- 바스터즈: 거친 녀석들
- 다이어리 오브 데드
- 힐즈 아이즈
- 랜드 오브 데드
- 커스드
- 헌티드 힐 (1999년 영화)
- 황혼에서 새벽까지
- 할로윈 4
- 나이트 크리프스
- 시체들의 날

### 감독
- 워킹 데드 (드라마)